# Alwayz into Somethin'
Alwayz into Somethin' är en singel av den amerikanska gangstarapgruppen N.W.A. Låten är huvudsingel till albumet Niggaz4Life och släpptes 15 april 1991. Singels finns även med på samlingsalbumen Greatest Hits och The Best of N.W.A: The Strength of Street Knowledge.
Låten är ett tidigt på exempel på g-funk, en subgenre till hiphop utvecklad av Dr. Dre. Dr. Dre fortsatte sedan utveckla genren med hans solodebut The Chronic 1992, som innehöll liknande beats, samplingar och instrumentation.
Låten finns med i spelet Grand Theft Auto: San Andreas på radiostationen Radio Los Santos.